# Parfait Mendy
Parfait Mendy, né le 18 avril 1981 à Pikine (Sénégal), est un footballeur international français de futsal.
Il commence le football au FCM Garges-lès-Gonesse et finit par intégrer l'Entente Sannois Saint-Gratien au début des années 2000, où il peine à intégrer l'équipe première évoluant en National. Il joue principalement en équipe réserve jusqu'en 2012 malgré les deux relégations du club. En parallèle, il joue au futsal à Garges Djibson en première division et devient international français. Mais il est obligé de choisir entre les deux pratiques pour pouvoir évoluer au niveau national. 
En équipe de France de futsal, Parfait devient un cadre de la sélection dans les années 2000 et continu d'être appelé alors qu'il ne pratique plus en club.

## Biographie

### Carrière à bon niveau au football
Parfait Mendy débute le football traditionnel à onze ans au FCM Garges. Il évolue aussi dans des clubs lilasien et gonessien.  
En 2003, le milieu de terrain rejoint l'Entente Sannois Saint-Gratien. Il est acteur des montées en DH en 2004 puis en CFA2 en 2005. Parfait Mendy est élu meilleur joueur de l'équipe réserve pour la saison 2006-2007 avec douze buts et quinze passes décisives. Cela fait alors quatre saisons que le meneur de jeu est considéré comme un surdoué auquel on ne donne pas sa chance en équipe fanion, qui joue en National et dont Mendy ne dispute que huit matchs en 2006-2007. Il effectue un essai concluant à Trofense (D2 portugaise) mais préfére se rapprocher du commerce de restauration rapide qu'il vient alors d'ouvrir à Sarcelles. Davantage utilisé en équipe première en 2007-2008 (770 minutes de jeu en National), Mendy est sous contrat fédéral.
Ce contrat fédéral l'empêche d'être reclassé amateur dans le club sannoisien la saison suivante. Mendy ne peut pas ressigner à l'Entente. À 27 ans, dans l'impossibilité de retrouver une formation de niveau national, il décide de retourner dans son club formateur, le FCM Garges (DHR), en octobre 2008, et y côtoie son frère cadet Daniel. 
En trois ans, il passe de l'Entente (N) à Garges (DHR), puis au JA Drancy (CFA). 
À l'été 2010, Mendy quitte Drancy et revient à l'Entente SSG, descendu en CFA. Il connaît la relégation en CFA2 en fin de saison 2010-2011 mais reste peu utilisé.  
Le futsal de haut-niveau avec Garges Djibson lui interdit d'avoir une double licence avec du football national. Il choisit la salle dans un premier temps avant de rejoindre le FC Saint-Brice pour la saison 2012-2013 en DHR.   
Lors de la saison 2013-2014, Parfait joue à l'AS Saint-Ouen-l'Aumône en CFA2.

### Futsal national
Parfait Mendy rejoint le Garges Djibson futsal au début du club et est sélectionné en équipe de France de futsal. Mais, en 2010, une nouvelle législation interdisant la double licence (football à onze au niveau national et futsal) lui impose un choix, il garde le football.
Le futsal de haut-niveau avec Garges Djibson lui interdit d'avoir une double licence avec du football national. Il choisit la salle dans un premier temps avant de rejoindre le FC Saint-Brice pour la saison 2012-2013.
Fin avril 2015, Parfait compte 22 buts inscrits en Division 1. Après un début de saison difficile, Garges est alors remonté à la septième place du classement grâce à une bonne deuxième partie de saison et est qualifié en quart de finale de la Coupe de France.
Pour la saison 2015-2016, il rejoint le club de Métropole gargeoise. 

### En équipe nationale
Après ses débuts à l'ASC Garges Djibson futsal au milieu des années 2000, Parfait Mendy est sélectionné en équipe de France de futsal.
En septembre 2010, Parfait Mendy compte neuf buts marqués en huit capes. Il doit mettre Garges Djibson de côté pour évoluer au niveau national de football, mais continue en sélection de futsal. 
En février 2011, le milieu de terrain de l'Entente Sannois Saint-Gratien, est sélectionné pour le tour qualificatif à l'Euro 2012 face à l'Espagne, au Kazakhstan et à l'Azerbaïdjan.  
Retenu pour les éliminatoires de l'Euro 2014 en janvier 2013, Mendy et les Bleus sont éliminés à la différence de but. Face à Saint-Marin la première rencontre de ce tour préliminaire, il inscrit un triplé (12-0). En septembre, il est du stage de rentrée des Bleus puis des matches amicaux organisés contre la Hongrie début décembre.   
En mars 2015, Mendy est retenu pour le tour principal de l'Euro 2016 en Slovénie. Le mois suivant, à 33 ans, il compte une trentaine de sélections et est un cadre de l'équipe de France qui échoue à se qualifier pour le Championnat d'Europe 2016. En septembre de la même année, il fait partie du stage de rentrée de l'équipe de France au CNF de Clairefontaine.

## Palmarès
- Coupe de France de futsal
  - Finaliste : 2015 et 2019 (Garges Djibson)

## Statistiques de footballeur
| Saison                | Club                   | Championnat           | Championnat | Championnat | Coupe(s) nationale(s) | Coupe(s) nationale(s) | Total | Total |
| Saison                | Club                   | Division              | M.          | B.          | M.                    | B.                    | M.    | B.    |
| 2003-2004             | Entente SSG            | National              | -           | -           | -                     | -                     | 0     | 0     |
| 2004-2005             | Entente SSG            | National              | -           | -           | -                     | -                     | 0     | 0     |
| 2005-2006             | Entente SSG            | National              | 5           | 0           | -                     | -                     | 5     | 0     |
| 2006-2007             | Entente SSG            | National              | -           | -           | -                     | -                     | 0     | 0     |
| 2007-2008             | Entente SSG            | National              | 18          | 0           | -                     | -                     | 18    | 0     |
| 2008-2009             | FCM Garges             | DHR                   | -           | -           | -                     | -                     | 0     | 0     |
| 2009-2010             | Entente SSG            | CFA                   | 4           | 0           | -                     | -                     | 4     | 0     |
| 2009-2010             | JA Drancy              | CFA                   | -           | -           | -                     | -                     | 0     | 0     |
| 2010-2011             | Entente SSG            | CFA                   | 28          | 2           | 2                     | 1                     | 30    | 3     |
| 2011-2012             | Entente SSG            | CFA 2                 | 4           | 1           | -                     | -                     | 4     | 1     |
| 2012-2013             | FC Saint-Brice         | DHR                   | -           | -           | -                     | -                     | 0     | 0     |
| 2013-2014             | AS Saint-Ouen-l'Aumône | CFA 2                 | 4           | 1           | -                     | -                     | 4     | 1     |
| Total sur la carrière | Total sur la carrière  | Total sur la carrière | 63          | 4           | 2                     | 1                     | 65    | 5     |